# Thomas Freeth
Pour les articles homonymes, voir Freeth.
Thomas Charles Freeth, né en mars 1912 à Cheadle (Staffordshire) et mort en 1994, est un artiste verrier, vitrailliste, peintre et professeur d'art anglais actif au milieu du XXe siècle dans le Kent en Angleterre. 

## Biographie

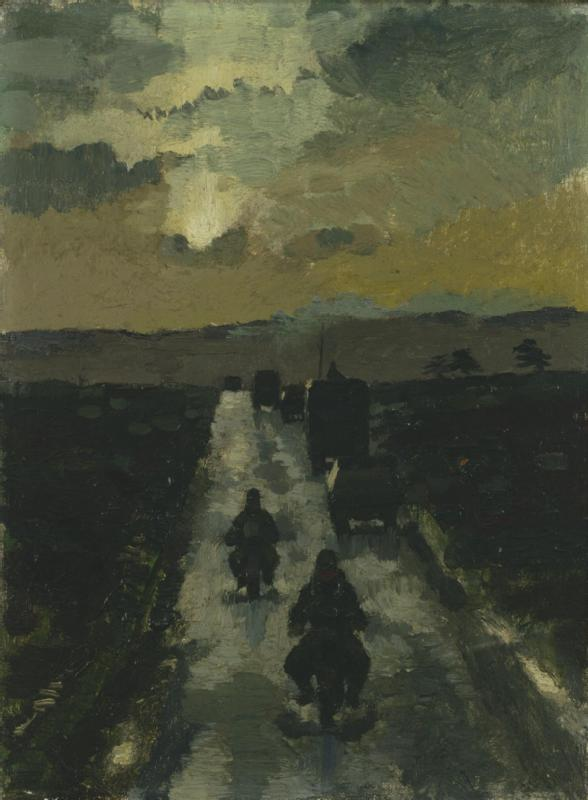
Divisional Hq in Convoy at First Light Art par Thomas Freeth.

Il étudie au Royal College of Art et voyage en Espagne et en France. 
Pendant la Seconde Guerre mondiale, Freeth sert comme sapeur dans les Royal Engineers. Tout au long du conflit, il continue à peindre et quatre de ses peintures de guerre ont été achetées par le War Artists' Advisory Committee (en). 
Parmi les créations en verre de Freeth figure l'ensemble complet des vitraux de la nef et de la tour de l'église Saint-Georges de Beckenham, qui remplace les vitraux détruits pendant la guerre,.